# سیارک ۵۷۸۷۹
سیارک ۵۷۸۷۹ (به انگلیسی: 57879 Cesarechiosi، نامگذاری:2002AD1) پنجاه و هفت هزار و هشتصد و هفتاد و نهمین سیارک کشف شده‌است که در ۲ ژانویه ۲۰۰۲ کشف شد.